# Józef Łuszczek
Józef Łuszczek (* 20. Mai 1955) ist ein ehemaliger polnischer Skilangläufer.
Bei den Nordischen Skiweltmeisterschaften 1978 in Lahti wurde er Weltmeister über 15 Kilometer und belegte über 30 Kilometer den dritten Platz. Im selben Jahr wurde er zu Polens Sportler des Jahres gewählt. Zwischen 1977 und 1988 gewann er insgesamt achtmal das Czech-Marusarzówna-Memorial in Zakopane.